# Еспеха
Еспеха (ісп. Espeja) — муніципалітет в Іспанії, у складі автономної спільноти Кастилія-і-Леон, у провінції Саламанка. Населення — 279 осіб (2010).
Муніципалітет розташований на відстані близько 260 км на захід від Мадрида, 100 км на південний захід від Саламанки.

## Демографія
Динаміка населення (INE ):

## Галерея зображень

Розташування муніципалітету Еспеха

## Зовнішні посилання
- Вебсторінка муніципальної ради [Архівовано 19 березня 2020 у Wayback Machine.]
- Провінційна рада Саламанки: індекс муніципалітетів [Архівовано 23 квітня 2009 у Wayback Machine.]
- Посилання на Google Maps